# Callipallene evelinae
Callipallene evelinae is een zeespin uit de familie Callipallenidae. De soort behoort tot het geslacht Callipallene. Callipallene evelinae werd in 1940 voor het eerst wetenschappelijk beschreven door Marcus. 